# Het College Weert
Het College Weert is een school voor voortgezet onderwijs, met vwo, oftewel een categoraal atheneum en een categoraal gymnasium.
Het College heette eerder het Bisschoppelijk College Weert-Cranendonck. In 2011 is dit veranderd, toen de school verhuisde naar een ander gebouw.
Onder het Bisschoppelijk College Weert-Cranendonck hoorde ook het BRAVO college Cranendonck.
Samen met de Philips van Horne SG, het BRAVO college cranendonk en Het Kwadrant werkt Het College sinds het schooljaar 2010-2011 onder een gezamenlijke clusterdirectie.

## Geschiedenis
Het Bisschoppelijk College werd op 17 augustus 1648 onder de naam Haga Mariana ofwel Mariënhage gesticht als Latijnse School door Joannes Boutman prior van het klooster met diezelfde naam. Dit klooster werd eerder, op 18 april 1419, gesticht ten noorden van de stad Eindhoven in het dorp Woensel op de plaats Hage, gelegen aan de Dommel bij het landgoed Ravensdonk. In 1581 werd het klooster tijdens het beleg van Eindhoven door de Staatsen in de as gelegd. Na omzwervingen, door de instabiele situatie, die op haar beurt weer het gevolg was van de aanhoudende strijd tussen Spanje en de Verenigde Provinciën, belandden de Reguliere Kanunniken anno 1638 in Weert.
In 1794 bezetten de Fransen Weert en aldus kregen de kanunniken op 20 maart 1797 de letterlijke bons en werden uit hun school gejaagd. Nadat in 1814 Limburg aan Koning Willem I werd gegeven, werd de school in 1815 heropend. In de tussenliggende jaren werd onderwijs gegeven in een particulier huis aan de Langstraat te Weert. Vanaf 1815 werden onder andere door het gouvernement Limburg inspecteurs ingezet om de kwaliteit van het verstrekte onderwijs te toetsen. De Latijnse Scholen kwamen hierbij ook aan bod. De minister van Binnenlandse Zaken, Onderwijs en Waterstaat besloot aldus in 1824 de Latijnse School in Weert op te heffen. De stad kreeg het echter gedaan een voorstel tot uitstel van opheffing door het departement goedgekeurd te krijgen. In 1826 werd de school omgevormd en "een kollegie opgerigt op den voet der vastgestelde verordeningen". Hiertoe werden een schoolruimte, gelegen aan de Langstraat, en subsidies beschikbaar gesteld door de stad.
Zoals al gezegd werden door de inname van de Nederlanden door de Fransen, alle kloosters met hun colleges opgeheven. Het overige onderwijs werd geseculariseerd en de macht over al het onderwijs kwam bij de staat te liggen. Toen de Nederlanden onder bestuur van Koning Willem I kwamen, kwam deze macht bij de Nederlandse regering te liggen. Onder deze overwegende protestantse overheid, gedijde het vrije katholieke onderwijs evenmin, hetgeen mede bijdroeg aan de Belgische Opstand in 1830, waarbij de Belgen zich van de Nederlanden afscheidden. Weert viel aanvankelijk onder het Belgische bewind, zodat het vanaf 1830 weer een grotere vrijheid genoot inzake het katholieke onderwijs. Deze ruimere vrijheid bleek geenszins een goed functioneren van het college te garanderen. Daarom besloot het gemeentebestuur in 1836 de twee hoogste klassen van het college af te schaffen, zodat met de bestaande financiële middelen slechts vier in plaats van zes klassen hoefden te worden bediend. Deze hoogste klassen hadden een beperkt aantal leerlingen, daar de leerlingen bij het bereiken van deze leergang vaak al de dienstplichtige leeftijd hadden bereikt. Degenen die priester wilden worden namen dan les bij een kleinseminarie, alwaar men vrijgesteld was van militaire dienst. Het gemeentebestuur voorzag dat het voortbestaan van het college af zou hangen van het feit of de school als vooropleiding voor de priesteropleiding geschikt zou blijven. Het is in dit licht dan ook te begrijpen dat het gemeentebestuur op 31 oktober 1831 besloot ermee akkoord te gaan het bestuur van het college aan de bisschop van Luik toe te vertrouwen, mede met de hoop dat het college als kleinseminarie zou worden aangewezen. Door dit raadsbesluit kwam het Bisschoppelijk College tot stand met als stichter mgr. van Bommel. Vanaf dan werd het onderwijs in twee niveaus opgedeeld: een opleiding als voorbereiding voor de handel en de industrie en een opleiding als voorbereiding op de universiteit of de priesteropleiding op het grootseminarie. Het onderwijs werd toen gegeven door 4 geestelijken, waaronder de rector, aangeduid als principaal.
De moeilijkheden begonnen toen in 1839 Weert en ook Limburg, zeer tegen hun zin, als overeengekomen in het Verdrag van Londen (1839), weer werden opgenomen tot het Koninkrijk der Nederlanden. In 1840 vroeg de Weertse gemeenteraad de koning om opheldering over de status van het Bisschoppelijk College, haar gebouwen en met name wie voor haar kosten zou opdraaien. De koning redeneerde dat doordat de gemeente formeel afstand had gedaan van het college aan de geestelijkheid, het college ophield van "zuiver maatschappelijk" belang te zijn, zodoende konden zij van de staat geen financiële steun verwachten. Intussen behoorde Weert niet meer tot het Luikse bisdom, maar tot het Roermondse diocees en omdat het college volgens deze geen officiële vooropleiding vormde tot priester, kon zij ook daar haar hand niet ophouden. Toen vervolgens Rolduc door mgr. Paredis op 1 mei 1840 werd aangewezen als vestigingsplaats voor het kleinseminarie, waren de kansen om een officieel erkende vooropleiding te worden, geheel verkeken. Zodoende bleef de gemeente instaan voor de financiële vergoeding van het college en werd het bestaande contract uit 1837 in 1843 verlengd. Het stadsbestuur besloot later echter, uit noodzaak van bezuiniging, niet alle punten uit het contract na te komen, waarop de rector J. Erens zijn ontslag nam. Het stadsbestuur kwam een nieuw contract overeen met de overige professoren van het college en eigende zich het recht toe zelf te kiezen, welke van de leraren rector zou worden. Dit en een Koninklijk Besluit van 3 juli 1843, leidde ertoe dat de school tijdelijk bekendstond als het Stedelijk College en zelfs Koninklijk College. Deze situatie duurde tot 1851 toen de gemeenteraad besloot dat de school wederom zou overgaan aan het Roermondse Bisdom.
Vanaf Joannes Boutman, de eerste rector tot en met Cor Coenen, waren de rectoren allen priesters. In 1970 werd drs. H. Pierey als eerste leek tot rector benoemd.

## Locatie en gebouwen
Uit de schriftelijke overeenkomst van 1648 tussen de kanunniken en de stad Weert weten we dat de Latijnse School aanvankelijk huisde in het "gemeijnte huijs vande stadt, gelegen inde schoolstraete". Op deze plek stond later het St. Louis pensionaat. In 1649 kregen de Reguliere Kanunniken toestemming van de Vrouwe van Weert zich permanent te vestigen in de stad. De prior, Leonardus van Bergh, bemachtigde hiervoor een terrein aan de Molenstraat, waarna met de bouw van het klooster, onder bescherming van Maria Onbevlekte Ontvangen, en een bidplaats, ingewijd door Mgr. Andreas Creusen, begonnen is. Volgens de gevelankers kwam het gebouw in 1654 gereed. Hierna werd de bouw voortgezet en verrezen lokalen voor onderwijs, ruimte voor de internen van de school en een kerk. Deze laatste werd in 1692 ingewijd door mgr. Reginaldus Cools.
In 1797 werden de kanunniken door de Fransen uit hun school gezet en werd het onderwijs in een pand aan de Langstraat voortgezet. In de achterbouw van de school vestigde zich vervolgens de Marechaussee. De overige gebouwen (de kerk, de keukens en de lesgebouwen) werden op 10 mei 1809 door de Fransen aan de gemeente verkocht. Omdat de gebouwen zich in zulk een slechte staat bevonden, werden deze laatstgenoemde gebouwen, die zich aan de Molenstraat bevonden, gesloopt. De stad Weert kwam in bezit van de grond, de achterbouw en de tuin bleven eigendom van de staat omdat de stad niet aan zijn geldelijk verplichten kon voldoen.
De stad probeerde onderwijl alternatieve huisvesting te vinden voor het onderwijs en zocht deze bij de Minderbroeders van Weert die een leegstaand klooster, de Aldenborch in Biest hadden. Zij kwamen echter niet tot een vergelijk en aldus moest verder gekeken worden. De Gedeputeerde Staten keurden op 7 maart 1825 goed dat de school in de kazernegebouwen aan de Molenstraat gehuisvest zou worden op voorwaarde dat er voor de Marechaussee een ruimte zou worden ingericht bij het gemeentehuis tegenover de St. Martinuskerk. Omdat de achterbouw niet voldoende ruimte bood werd van 1826 tot 1831 het onderricht voortgezet in een ander pand in de Langstraat. Niet duidelijk is waar deze gebouwen zich precies bevonden hebben.
In 1831 verhuisde de school van de Langstraat terug naar de Molenstraat. In 1846 overwoog de gemeenteraad om opnieuw een kostschool aan te stellen om zo de bloei van het college te bevorderen. Dit werd gedaan door van de oude paardenstallen studiezalen te maken, terwijl de betreffende bovenverdieping tot slaapzaal zou dienen. Hoewel de school en zijn gebouwen in 1831 waren overgedragen aan de bisschop van Luik, was de status van de gebouwen ongewis toen Weert weer tot de Nederlanden kwam te behoren in 1839. Zodoende probeerde de gemeente in 1843 de schoolgebouwen te kopen van de Nederlandse staat. Dit mislukte en de status quo bleef onveranderd waarbij de schoolgebouwen door de staat aan de gemeente in bruikleen waren. Deze situatie duurde tot 1862 toen een dergelijk voorstel wel werd gehonoreerd. In 1869 werd bovendien besloten tot uitbreiding van de school door het bouwen van een hoofdgebouw met poort aan de Molenstraat. In 1902 droeg de gemeente het eigendom van de schoolgebouwen over aan de Vereniging Bisschoppelijke College Sint Joseph en bovendien stelde zij toen geld beschikbaar ter verbetering van de bestaande gebouwen en voor het bouwen van een nieuw gebouw gelegen aan de Molenstraat, parallel aan het hoofdgebouw. In het begin van 1903 plaatste de rector H.J.H. Wouters de eerste steen. Na de ingebruikname van het nieuwe gebouw werd het oude gebouw gebruikt voor de klassikale lessen, in het nieuwe gebouw bevonden zich voortaan de studiezaal, de recreatiezaal, de refter en de slaapzaal. Tussen beide gebouwen lag een speelplaats. In 1915 werd een kapel gebouwd, ontworpen door architect Henri Seelen, welke werd ingewijd op 15 februari 1916 door mgr. Schrijnen. In 1932 werd een vleugel toegevoegd aan de westzijde, bestemd voor aula, kamers voor de leraren en slaapzaal. In 1937 werden 2 hectare grond aangekocht van het kerkbestuur, gelegen tussen de Louis Regoutstraat en de Coenraad Abelsstraat, welke in 1938 als sportveld in gebruik genomen werd. In 1947 werd na de oprichting van de hbs aan het college, het hbs-noodgebouw opgeleverd. Dit gebouw was gelegen tussen de zuidelijke vleugel en de Van Berlostraat en bood plaats aan 9 leslokalen, een gymzaal en een studiezaal.

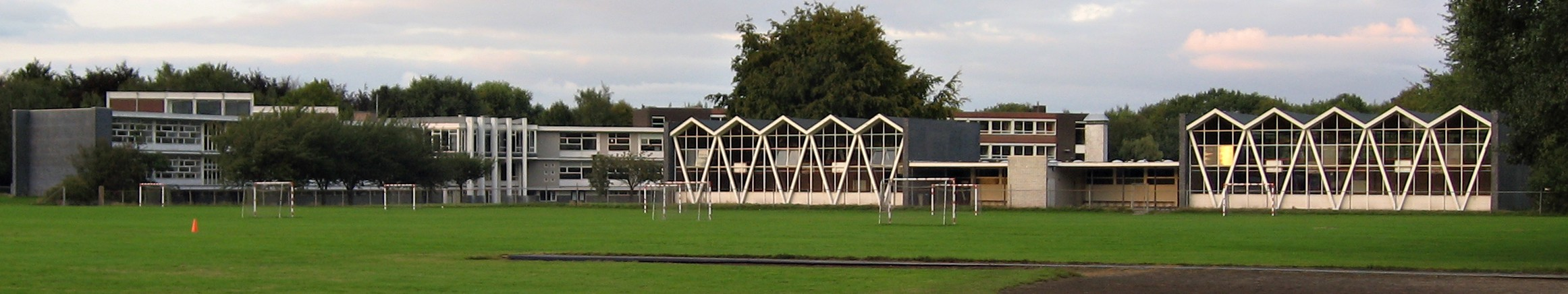
De voormalige hoofdlocatie van het Bisschoppelijk College gezien vanaf de achterzijde met aan de linkerzijde de Kazernelaan. Goed zichtbaar zijn de eerste van de drie vleugels en twee van de vier gymlokalen

In 1962 werd een nieuw gebouw toegevoegd, gelegen aan de Kazernelaan - Nelissenhofweg. Dit nieuwe gebouw werd op 6 november van dat jaar in gebruik genomen. In 1969 werd het internaat, gelegen aan de Molenstraat te Weert opgeheven. Het gebouw bleef echter in gebruik als huisvesting voor de mavo-afdeling van het College. Het gebouw aan de Molenstraat is na de brand in de nacht van 14 op 15 november 1962 gesloopt. De sloop van de kapel vond plaats in de periode tussen 27 november 1963 en april 1964 en is vertraagd door de strenge winter. In 1972 werd een tweede vleugel aan de Kazernelaan in gebruik genomen, de derde vleugel volgde op 7 mei 1977. In januari 1975 werd met de sloop van de locatie aan de Wilhelminastraat begonnen.
Op sportpark St. Theunis aan de Parklaan werd in juli 2009 begonnen met de bouw van een nieuw schoolgebouw. In 2011 verhuisde het College van de locatie aan de Kazernelaan naar de nieuwe locatie op sportpark St. Theunis. Op de nieuwe locatie is ook voorzien in een sporthal en sportvelden. De grond en gebouwen aan de Kazernelaan werden overgedragen aan de Koninklijke Militaire School, zodat deze zich verder uit zou kunnen breiden.

## Huidige school
De hoofdlocatie van Het College in Weert heeft ongeveer 1400 leerlingen. De huidige locatie ligt aan de Parklaan 1a in Weert. 
De school biedt onderwijskundige extra's zoals de begaafdheidsprofielschool, wetenschaporiëntatie, Het Tweetalig Onderwijs, het Technasium, de Europese Leeromgeving en op sportgebied de Loot-begeleiding en sportklassen.

## Bekende oud-leerlingen
- Willem Goossens, priester, historicus, archivaris, archeoloog
- Gerard Mathijsen, monnik
- Jan Dibbets, beeldend kunstenaar
- Joost Prinsen, acteur
- Yvon Beliën, volleybalster
- Leo Delwaide, Antwerps politicus
- Stef Strous, politicus
- Damianus Theelen, bisschop van Nicopolis